# Ledøje-Smørum Kommune
| Strukturdaten       | Strukturdaten  |
| ------------------- | -------------- |
| Sitz der Verwaltung | Smørum         |
| Fläche              | 31,33 km²      |
| Einwohner           | 10.797 (2006)  |
| Kommune seit 2007   | Egedal Kommune |

Ledøje-Smørum Kommune war bis zum 31. Dezember 2006 eine dänische Kommune im damaligen Københavns Amt im Nordosten der Hauptinsel Seeland. Zum 1. Januar 2007 bildete sie zusammen mit den ehemaligen Kommunen Stenløse und Ølstykke die neue Egedal Kommune. Ledøje-Smørum liegt im nordwestlichen Vorortbereich von Kopenhagen.
Albertslund |
Ballerup |
Brøndby |
Dragør |
Gentofte |
Gladsaxe |
Glostrup |
Herlev |
Hvidovre |
Høje-Taastrup |
Ishøj |
Ledøje-Smørum |
Lyngby-Taarbæk |
Rødovre |
Sengeløse (1970–1974) |
Søllerød |
Store Magleby (1970–1974) |
Tårnby |
Vallensbæk |
Værløse